# Алије (река)
Алије (фр. L'Allier, окс. Alèir) је река у јужној и централној Француској, дуга 421 km. Површина слива јој је 14.310 km², а средњи проток 147 m³/s. 
Река извире на јужно страни врха Мур де ла Гардиј (фр. Moure de la Gardille) у Централном масиву. Ток реке је, генерално, ка северозападу, где се напокон улива у Лоару као лева притока код места Бек д'Алије.